# Jean-Marc Delizée
Jean-Marc Delizée (Oignies-en-Thiérache, 30 juli 1959) is een Belgisch politicus voor de PS. 

## Levensloop
Als regent in de Germaanse talen en licentiaat in de politieke wetenschappen aan de Université Libre de Bruxelles was Jean-Marc Delizée van 1984 tot 1985 medewerker van toenmalig minister-president van de Franse Gemeenschap Philippe Moureaux. Van 1988 tot 1992 bediende op de Dienst voor de Bevordering van het Toerisme, was hij vervolgens februari 1992 tot juni 1993 raadgever op de cel toerisme van het kabinet van Bernard Anselme, toenmalig minister-president van de Franse Gemeenschap. Ook was hij de voorzitter van een toeristische vereniging in Viroinval.
Hij trad in de politieke voetsporen van zijn vader Roger Delizée en volgde hem in juni 1993 op als lid van de Kamer van volksvertegenwoordigers voor het arrondissement Dinant-Philippeville. Door de toen bestaande dubbelmandaten zetelde hij van juni 1993 tot mei 1995 eveneens in de Waalse Gewestraad en de Raad van de Franse Gemeenschap. Bij de verkiezingen van 1995, waarbij de regionale parlementen voor het eerst rechtstreeks verkozen werden, opteerde hij definitief voor de Kamer. 
In oktober 1994 werd Delizée eveneens verkozen tot gemeenteraadslid van Viroinval, nadat zijn vader de lokale politiek had verlaten. Hij werd onmiddellijk schepen voor Openbare Werken, Toerisme en Huisvesting en was daarna van 2001 tot 2004 voor een halve legislatuur burgemeester van de gemeente, waarbij hij ook bevoegd was met de materies Financiën, Onderwijs en Politie. 
Bij de gemeenteraadsverkiezingen van oktober 2006 was hij opnieuw kandidaat voor het burgemeesterschap, maar zijn partijgenoot Bruno Buchet haalde twee stemmen meer dan hij en kreeg als gevolg van het lokale kiesdecreet het burgemeesterschap toegewezen. Delizée werd vervolgens eerste schepen, bevoegd voor Werk, Opleiding, Burgerlijke Stand en Bevolking, en in de zomer van 2007 was hij even waarnemend burgemeester, toen Buchet wegens een ziekte tijdelijk afstand moest nemen van zijn activiteiten. In 2008 nam Delizée vanwege zijn aanstelling als staatssecretaris afstand van zijn schepenmandaat, maar na afloop van dat mandaat nam hij eind 2011 zijn schepenfuncties weer op. Na de gemeenteraadsverkiezingen van oktober 2012 bleef Delizée eerste schepen. In november 2013 werd burgemeester Buchet echter getroffen door een zwaar auto-ongeval en vervolgens in een diepe coma gehouden, waarna Delizée werd aangesteld als waarnemend burgemeester. Na het overlijden van Buchet in oktober 2014 werd hij opnieuw volwaardig burgemeester, tot aan de gemeenteraadsverkiezingen van 2018. Daarna belandde Delizée als gemeenteraadslid in de oppositie.
Van 2004 tot 2008 was Jean-Marc Delizée ondervoorzitter van de Kamer en van januari tot april 2008 was hij er voorzitter van de commissie Sociale Zaken. Op 20 april 2008 werd hij staatssecretaris voor Armoedebestrijding in de federale regering na het ontslag van Frédéric Laloux, die al enkele malen in opspraak was gekomen. Bij de Waalse verkiezingen van 2009 was hij eveneens kandidaat voor het Waals Parlement en werd verkozen, maar hij gaf de voorkeur aan zijn functie als staatssecretaris en verzaakte aan zijn mandaat, ten voordele van Jean-Claude Maene. Kort daarna, in juli 2009, werd hij federaal staatssecretaris voor Sociale Zaken, belast met Personen met een Handicap. 
Hij bleef staatssecretaris tot in december 2011 en nam vervolgens zijn parlementaire functies in de Kamer opnieuw op. Van 2013 tot 2014 was hij opnieuw ondervoorzitter van de Kamer, in 2014 even voorzitter van de Kamercommissie Sociale Zaken en van 2014 tot 2019 voorzitter van de Kamercommissie Bedrijfsleven en van 2019 tot 2024 voorzitter van de Kamercommissie Mobiliteit. Bij de federale verkiezingen van juni 2024 werd Delizée lijstduwer op de Kamerlijst in Namen, maar hij werd niet verkozen.